# Nadia Quagliotto
Nadia Quagliotto (Montebelluna, 22 marzo 1997) è una ciclista su strada e pistard italiana che corre per il Cofidis Women Team; è attiva in formazioni Elite UCI dal 2016.

## Palmarès

### Strada
- 2015 (Juniores)

Campionati europei, Prova in linea Juniores
- 2016 (Top Girls Fassa Bortolo, una vittoria)

Gran Premio Hotel Fiera Bolzano
- 2017 (Top Girls Fassa Bortolo, due vittorie)

Gran Premio Hotel Fiera Bolzano
Trofeo Prealpi in Rosa
- 2018 (Top Girls Fassa Bortolo, due vittorie)

Trofeo Prealpi in Rosa
Trofeo Città di Seren del Grappa

#### Altri successi
- 2019 (Alé Cipollini)

Classifica scalatrici Santos Women's Tour

### Pista
- 2015 (Juniores)

Campionati italiani, Inseguimento a squadre Juniores (con Elisa Balsamo, Rachele Barbieri e Giorgia Capobianchi)

## Piazzamenti

### Grandi Giri
- Giro d'Italia

2016: 77ª
2017: 41ª
2018: 28ª
2019: 51ª
2020: 72ª
2021: 30ª
2022: 56ª
2024: 67ª
- Vuelta a España

2023: 30ª
2024: 50ª

### Competizioni mondiali
- Campionati del mondo

Richmond 2015 - In linea Junior: 45ª

### Competizioni continentali
- Campionati europei

Nyon 2014 - In linea Junior: 54ª
Tartu 2015 - In linea Junior: vincitrice
Herning 2017 - In linea Under-23: 62ª
Glasgow 2018 - In linea Elite: 31ª